# Dụ ngôn Tiệc cưới

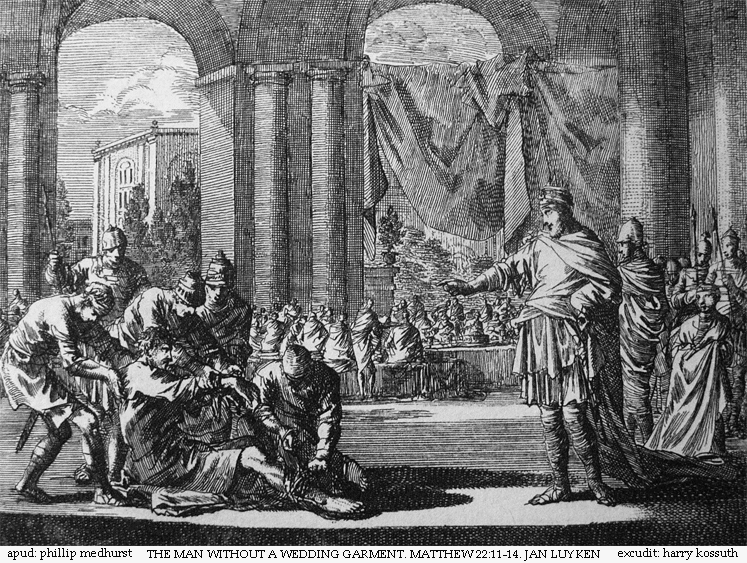
Tranh của Jan Luyken, thế kỷ 17

Dụ ngôn Tiệc cưới là một dụ ngôn của Chúa Giêsu được chép trong Tân Ước, Phúc âm Mátthêu 22:1-14 và Phúc âm Luca 14:15-24. Một biến thể cũng được chép trong Phúc âm Tôma (không thuộc Quy điển Thánh Kinh).

## Tường thuật
| “                                                                     | Đức Giêsu lại dùng dụ ngôn mà nói với họ rằng: Nước Trời cũng giống như chuyện một vua kia mở tiệc cưới cho con mình. Nhà vua sai đầy tớ đi thỉnh các quan khách đã được mời trước, xin họ đến dự tiệc cưới, nhưng họ không chịu đến. Nhà vua lại sai những đầy tớ khác đi, và dặn họ: "Hãy thưa với quan khách đã được mời rằng: Này cỗ bàn, ta đã dọn xong, bò tơ và thú béo đã hạ rồi, mọi sự đã sẵn. Mời quý vị đến dự tiệc cưới!" Nhưng quan khách không thèm đếm xỉa tới, lại bỏ đi: kẻ thì đi thăm trại, người thì đi buôn, còn những kẻ khác lại bắt các đây tớ của vua mà sỉ nhục và giết chết. Nhà vua liền nổi cơn thịnh nộ, sai quân đi tru diệt bọn sát nhân ấy và thiêu hủy thành phố của chúng. Rồi nhà vua bảo đầy tớ: "Tiệc cưới đã sẵn sàng rồi, mà những kẻ đã được mời lại không xứng đáng. Vậy các ngươi đi ra các nẻo đường, gặp ai cũng mời hết vào tiệc cưới". Đầy tớ liền đi ra các nẻo đường, gặp ai, bất luận xấu tốt, cũng tập hợp cả lại, nên phòng tiệc cưới đã đầy thực khách. Bấy giờ, nhà vua tiến vào quan sát khách dự tiệc, thấy ở đó có một người không mặc y phục lễ cưới, mới hỏi người ấy: "Này bạn, làm sao bạn vào đây mà lại không có y phục lễ cưới?" Người ấy câm miệng không nói được gì. Bấy giờ, nhà vua bảo những người phục dịch: "Trói chân tay nó lại, quăng nó ra chỗ tối tăm bên ngoài, ở đó người ta sẽ phải khóc lóc nghiến răng! Vì kẻ được gọi thì nhiều, mà người được chọn thì ít". | ” |
| — Matthew 22:1-14, Bản dịch của Nhóm Phiên dịch Các giờ kinh Phụng vụ | |   |

## Luận giải
Để minh họa cho ngày phán xét, Chúa Giêsu thường dùng hình ảnh tiệc cưới, có thể thấy trong các dụ ngôn khác như: Người tôi tớ trung tín và Mười cô trinh nữ. Riêng dụ ngôn Tiệc cưới này, Chúa Giêsu đã mở rộng về quá khứ: lời mời đầu tiên của nhà vua là đề cập đến người Do Thái, và mở rộng về tương lai: lời mời thứ hai của nhà vua là đề cập đến dân ngoại trên khắp thế giới. Trong Phúc âm Luca 14:21, lời mời này còn được mở rộng đặc biệt với "người nghèo, người tàn tật, người mù và què", chứng minh rõ ràng mối quan tâm của Thiên Chúa đối với người nghèo và người ruồng bỏ.
- Ông vua: tượng trưng cho Thiên Chúa.
- Tiệc cưới: tượng trưng cho việc vào chung hưởng vinh phúc thiên đàng.
- Lần mời thứ nhất chỉ dành cho quan khách: tượng trưng cho việc Thiên Chúa chỉ tuyển chọn dân Do Thái, nhưng họ đã không đáp lại và sống xứng đáng là một dân riêng của Thiên Chúa (theo quan điểm Kitô giáo).
- Hình ảnh cỗ bàn dọn sẵn: tượng trưng cho lời và thánh thể của Chúa Giêsu.
- Lần mời thứ hai dành cho tất cả mọi người: tượng trưng cho lời mời gọi của Kitô giáo dành cho mọi dân tộc trên thế giới.
- Y phục lễ cưới: tượng trưng cho đức tin, hoặc đời sống thánh thiện.